# Neo (taal)

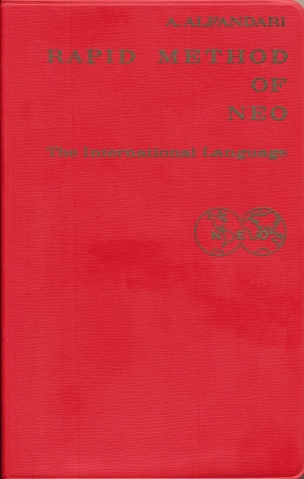
Omslag van Arturo Alfandari's boek over het Neo

Neo is een kunsttaal, die in 1937 werd ontwikkeld door de Belgische diplomaat Arturo Alfandari (1888-1969).
De taal staat in de traditie van internationale hulptalen als het Esperanto, het Ido en het Novial. Het doel is dan ook hetzelfde: een neutrale en eenvoudig te leren tweede taal te worden voor zo veel mogelijk mensen. Grammaticaal vertoont het Neo grote overeenkomsten met het Esperanto, maar de woordenschat laat ook invloed zien van het Volapük. De taal is compacter dan de meeste natuurlijke talen en op natuurlijke talen gebaseerde kunsttalen.
In de jaren zestig genoot het Neo enig succes, nadat de taal was gepresenteerd in The International Language Review, een tijdschrift voor voorstanders van een internationale taal. Hierop groeide een vriendschap tussen de auteur van het Neo en de uitgevers van het tijdschrift, die al spoedig resulteerde in de oprichting van een vereniging Friends of Neo. In 1965 publiceerde Alfandari zijn Méthode rapide de Neo, waarvan een jaar later ook een Engelse versie zou verschijnen. In dit boek neemt de beschrijving van de grammatica slechts twee bladzijden in beslag, waarop alle regels met betrekking tot uitspraak, vormleer, woordvorming en zinsbouw uit de doeken worden gedaan.
Gedurende enkele jaren zag het ernaar uit, dat het Neo een geduchte concurrent zou worden van het Esperanto en het Interlingua. Na de dood van Alfandari in 1969 raakte de taal echter in vergetelheid.

## Voorbeeld
Het Onze Vader:
Na Patro ki sar in cel,
siu ta nom santat.
Venu ta regno.
Siu fat ta vol,
asben in cel, as on ter.
Na shakida pan ne diu oje.
E ne pardonu na debos,
as nos pardonar na deberos.
E no ne induku in tentado,
vmo ne fridu da mal.

## Tijdschrift
Omstreeks 1963 verschenen minstens vier nummers van het tijdschriftje Vok de Neo, uitgegeven door Pierre Notaerts, Sint-Pieters-Leeuw.